# Хорнкасы
Хорнкасы́ (Хоронкасы, 1926, чув. Хурăнкаси) — деревня в составе Юськасинского сельского поселения Моргаушского района Чувашии.

## История
Жители — чуваши, русские, до 1866 государственн. крестьяне; занимались земледелием, животноводством. В 1929 образован колхоз «Надежда». В составе Чувашско-Сорминской волости Ядринского уезда в XIX в. — 1927, Аликовского района — 1927—1944, 1959—1962, Моргаушского — 1944—1959, с 1964, Чебоксарского — 1962—1964.

## География
Расположена на левом берегу р. Сорма.
Расстояние до областного центра Чебоксары 38 км, до райцентра Моргауши 18 км, до ж.-д. станции 64 км.
Ближайшие населенные пункты
Нижние Панклеи 1 км, Большие Шиуши 2 км, Кадыкой 2 км, Карманкасы 2 км, Шатьмапоси 3 км, Верхние Панклеи 3 км, Кагаси 3 км, Нижние Шиуши 3 км, Нюреть 3 км, Верхние Хоразаны 3 км, Чувашская Сорма 4 км, Авданкасы 4 км, Энехметь 4 км, Торханы 4 км.

## Население
| 2010 | 2012 |
| ---- | ---- |
| 89   | ↗102 |

Число дворов и жителей: в 1858 — 41 муж., 46 жен.; 1906 — 27 дворов, 77 муж., 68 жен.; 1926 — 40 дворов, 78 муж., 88 жен.; 1939 — 68 муж., 79 жен.; 1979 — 72 муж., 89 жен.; 2002 — 32 двора, 103 чел.: 53 муж., 50 жен; 2012- 35 дворов,107 человек.

## Известные жители
- Скворцов, Аркадий Илларионович (р. 8.7.1927, д. Хорнкасы Ядрин. у. (ныне Моргауш. р-на)] — журналист, писатель, член Союза журналистов СССР (1957), член Союза писателей России (1996)[5].
- Скворцов, Юрий Илларионович (10.1.1931, д. Хорнкасы Моргауш. р-на — 11.8.1977, Чебоксары) — поэт, прозаик, публицист, критик, переводчик, член Союза писателей СССР (1964)[6].

## Инфраструктура
ГУП "ОПХ «Ударник» (2010).

## Транспорт
Автодорога местного значения в Нижние Панклеи, поселковые дороги.